# Houses of Parliament (Kapstadt)

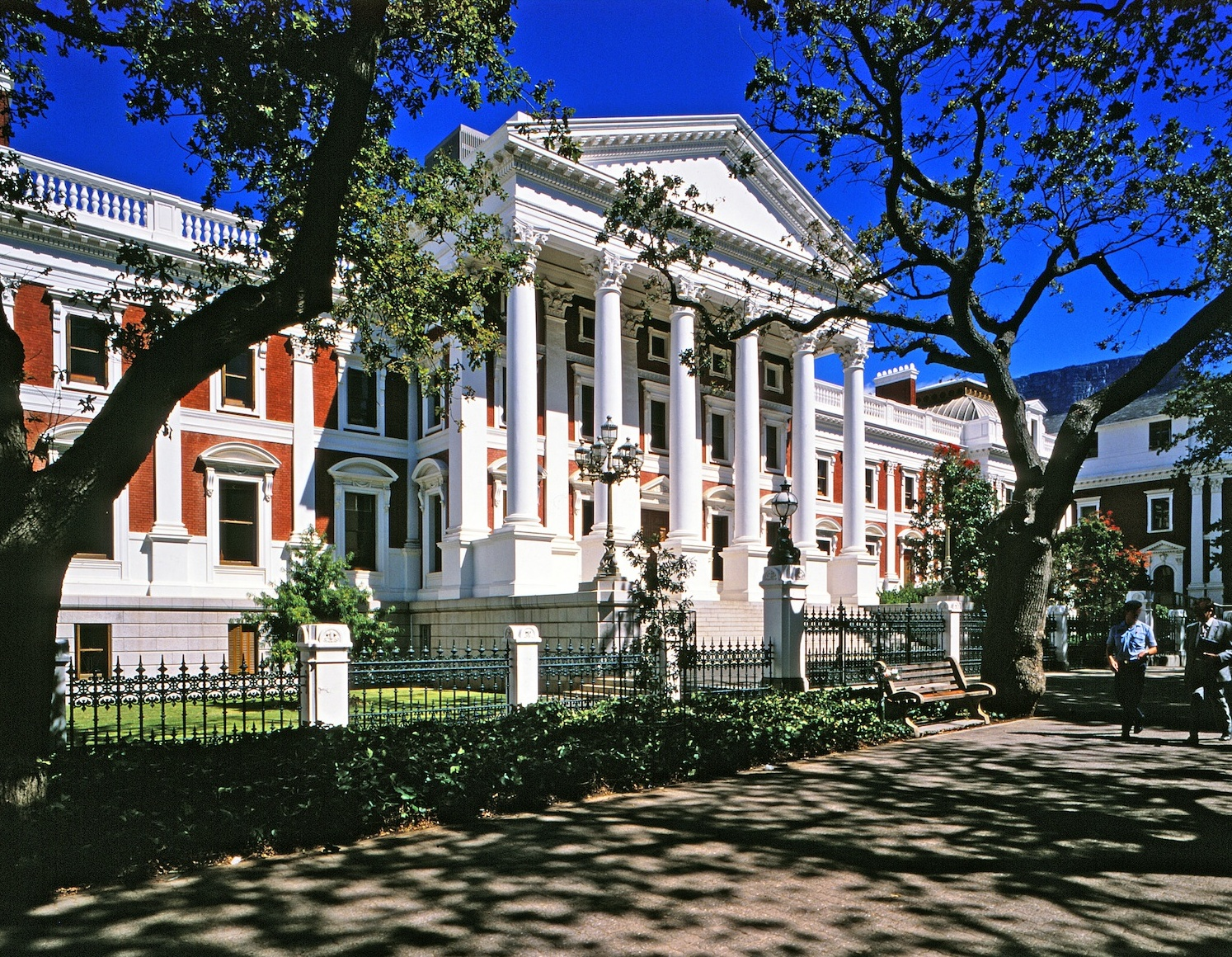
Portikus und Gebäudeeingang an der Government Avenue

Die Houses of Parliament sind ein Gebäudekomplex in Kapstadt, wo nach der Verfassung die zwei Kammern des Parlaments von Südafrika, die Nationalversammlung und das National Council of Provinces, ihren Sitz und Tagungsort haben.

## Lage
Der Gebäudekomplex befindet sich im Zentrum von Kapstadt zwischen Government Avenue und Saint Johns Road. Der Standort der Gebäude liegt in den ehemaligen Company Gardens der Niederländischen Ostindien-Kompanie. Aktuell sind drei Gebäude vorhanden, deren Bezeichnungen National Assembly und National Council of Provinces und Old Assembly Chamber lauten.

## Geschichte des Bauwerkskomplexes

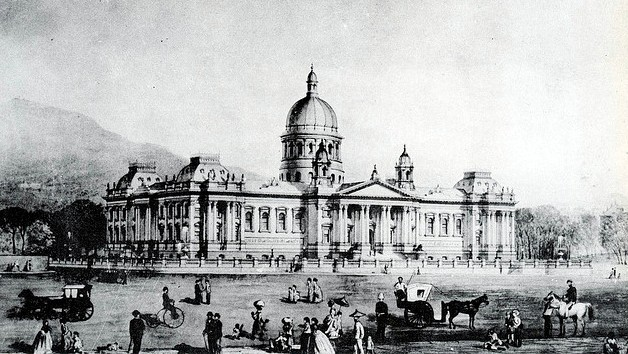
Entwurfsskizze von Charles Freeman

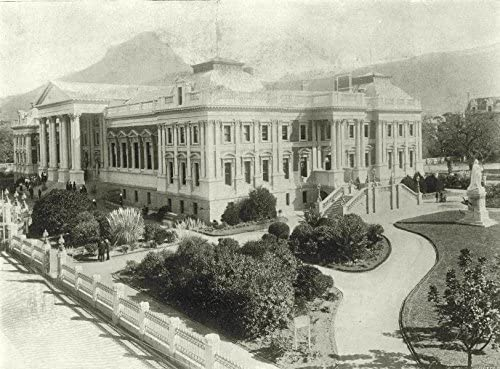
Ansicht des Parlamentsgebäudes, um 1899

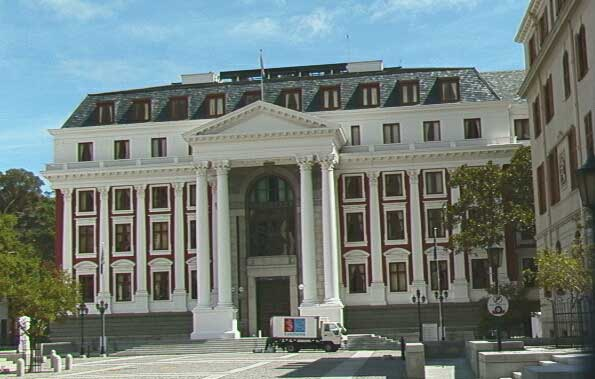
Baugeschichtlich jüngster Trakt (1988) des Gebäudekomplexes, wo die Sitzungen bis zum Brandereignis 2022 stattfanden.

Königin Victoria genehmigte 1853 der Kapkolonie die Einrichtung eines Parlaments. Es kam 1854 zur konstituierenden Sitzung im Tuynhuys, dem Amtssitz des Gouverneurs der Kolonie, zusammen. Danach bezog die Abgeordnetenversammlung die Goede Hoop Masonic Lodge, die ursprünglich als Versammlungsort der Freimaurer errichtet wurde.
Bald kam der Wunsch nach einem repräsentativeren Gebäude auf. Die Suche nach einem geeigneten Bauplatz begann im Jahr 1860, wobei mehrere Lokalitäten in Betracht gezogen wurden. Einen ersten Entwurf legte der Colonial Engineer Scott-Tucker für einen Standort vor, wo heute die City Hall von Kapstadt in der Darling Street steht.
Etwa 15 Jahre später entschied man sich für einen Standort an der heutigen Government Avenue und schrieb einen Architektenwettbewerb aus. Als Gewinner ging das Projekt „Spes Bona“ des Charles Freeman daraus hervor, der zu diesem Zeitpunkt als Architekt im Department of Public Works der Kapkolonie angestellt war.
Die Grundsteinlegung erfolgte schließlich am 12. Mai 1875 mit einer großen Zeremonie durch den Gouverneur der Kapkolonie, Henry Barkly, und in Anwesenheit vieler Honoratioren. Schon kurze Zeit nach Baubeginn stellte sich heraus, dass die Planungen unzureichend waren und die veranschlagten Kosten weit über dem ursprünglich angegebenen Wert von 50.000 Pfund aufliefen. Ein Untersuchungsausschuss des Parlaments wurde zur Klärung dieser Unzulänglichkeiten berufen. Nach längeren Verhandlungen verlor Charles Freeman seinen Posten als öffentlicher Architekt und er wurde für alle Misslichkeiten verantwortlich gemacht. Henry Greaves, ein junger und aus England stammender Architekt im Dienste des Department of Works und vor Ort als Bauleiter eingesetzt, erhielt schließlich den Auftrag zur Überarbeitung der Pläne Freemans. Durch seine planerische Mitwirkung entstand schließlich die spezifische Fassadengestaltung aus der viktorianischen Zeit. Im Verlauf der erheblichen Änderungen im Baugeschehen kam es zur Entfernung des ursprünglichen Grundsteins und zum Verlust unter Trümmern. Sein Inhalt, Münzen und eine Pergamentrolle, wurde heimlich geborgen, in eine Metallkassette gelegt und diese in die Fundamente des Gebäudes der Parlamentsbibliothek im Eingangsbereich verbaut. Die Bauarbeiten endeten erst im Jahre 1884 und mit einer Gesamtsumme von 200.000 Pfund. Die feierliche Eröffnung des Parlamentsgebäudes erfolgte am 18. Mai 1885. Mit dem neuen Gebäude konnten nun beide Parlamentskammern der Kapkolonie am gleichen Ort tagen: die Cape Legislative Assembly (Unterhaus) und das Cape Legislative Council (Oberhaus).
Ein Konvent aus Vertretern der Vorläuferkolonien traf sich hier zur Vorbereitung der Gründung der Südafrikanischen Union und beriet zwischen dem 11. Januar und 3. Februar 1909 den Entwurf des South Africa Act, der Verfassung des neuen Staates, und brachte ihn an diesem Ort zum Abschluss. Mit der Gründung der Südafrikanischen Union kam ein zweites Gebäude hinzu, das dem Unionsparlament als Kammer diente und für diesen Zweck bis zur Republikgründung im Jahre 1961 in Funktion war. Nach Plänen des Architekten Herbert Baker wurde es in den 1920er Jahren renoviert und in edwardianischer Weise umgestaltet. Das alte Parlamentsgebäude war bis 1980 dem Senat der Union und der Republik vorbehalten. Heute dient es als Sitzungssaal des National Council of Provinces. Im Gebäude der zweiten Kammer („Old Assembly Chamber“) erfolgten nun Umbauten, nach denen es als repräsentatives Empfangs- und Bankettzentrum der Regierung in Nutzung war.
Im Jahre 1983 begann der Bau eines weiteren Gebäudeflügels nach den Entwürfen von Jack van der Lecq und Hannes Meiring. Das war erforderlich geworden, weil mit der neuen Verfassung von 1983 ein Dreikammerparlament ab 1984 eingeführt wurde und die bisherigen Räumlichkeiten den erweiterten Raumbedarf nicht decken konnten. Der Neubau wurde 1988 eingeweiht. In diesem äußerlich neoklassizistisch gestalteten Trakt mit einem dominanten Portikus fanden bis Ende 2021 die Sitzungen der Nationalversammlung statt. Daher erscheint es in der öffentlichen Wahrnehmung als das Parlamentsgebäude im engeren Sinne.
2014 wurden die Houses of Parliament von der South African Heritage Resources Agency als nationales Erbe unter Denkmalschutz gestellt.

## Brandereignis im Januar 2022
Am 2. Januar 2022 breitete sich im Gebäudekomplex ein Brand aus. Dabei wurden Dachbereiche und darunter liegende Räumlichkeiten stark in Mitleidenschaft gezogen. Der Brand wurde gegen 6 Uhr morgens entdeckt und zunächst durch 35 Feuerwehrleute bekämpft, die schnell Verstärkung erhielten. Auf einer ersten Pressekonferenz der Stadtverwaltung wurde mitgeteilt: „Der gesamte Parlamentskomplex ist schwer beschädigt, mit Wasser vollgelaufen und durch Rauch beschädigt.“ Auch Präsident Cyril Ramaphosa kam zum Ort der Katastrophe. Seine Information über die Festnahme einer verdächtigen Person wurde kurz darauf von Patricia de Lille, der Ministerin für öffentliche Arbeiten und Infrastruktur, bestätigt. Kurz vor der Parlamentspause zu den Weihnachts- und Neujahrsfeiertagen habe es eine obligatorische Feuerlöschübung gegeben, in deren Verlauf auch die Funktionsfähigkeit der Sprinkleranlage im Gebäudekomplex festgestellt wurde. Ministerin de Lille informierte in einer Verlautbarung: „Heute Morgen wurde festgestellt, dass jemand eines der Ventile geschlossen hatte, so dass kein Wasser vorhanden war, um die automatische Sprinkleranlage auszulösen.“ Zudem hatten Videoaufzeichnungen in den frühen Morgenstunden den Aufenthalt einer Person im vom Brand betroffenen Gebäude festgestellt.
Nach ersten Erkenntnissen der Ministerin begann der Brand im dritten Stock eines alten Gebäudebereiches mit Büroräumen, von wo die Flammen später das davor liegende Gebäude der Nationalversammlung erreichten. Die Feuerausbreitung konnte hier jedoch nicht wirkungsvoll begrenzt werden. Zur Situation des Gesamtschadens sagte de Lille: „Wir waren nicht in der Lage, das Feuer in den Räumen der Nationalversammlung einzudämmen. Ein Teil der Decken ist eingestürzt.“ Aufbewahrtes Kulturgut zur Geschichte des Staates könnte zudem beschädigt oder zerstört worden sein. Stunden später informierte ein Parlamentssprecher darüber, dass der Sitzungssaal der Nationalversammlung „komplett verbrannt“ sei. Am Abend des 3. Januar 2022 flammte das Feuer erneut auf.